# Euro Hockey Tour 2002/2003
Euro Hockey Tour 2002/2003 var den sjunde upplagan av Euro Hockey Tour, och vanns av Finland, som därmed vann turneringen för fjärde säsongen i rad, före Ryssland och Tjeckien. Slovakien deltog i Baltica Brewery Cup, men utom tävlan i Euro Hockey Tour. Kanada deltog i Sweden Hockey Games, men utom tävlan i Euro Hockey Tour.
Med slutsegrarna i Česká Pojišťovna Cup och Sweden Hockey Games tog Ryssland sin första turneringsseger utanför hemmaplan på Euro Hockey Tour sedan starten säsongen 1996/1997. Ryssland var nu på väg uppåt igen, sedan man under åren efter att Sovjet upplöstes 1991 haft stora svårigheter, särskilt utan proffsen från NHL.

## Turneringar

### Česká Pojišťovna Cup
Ryssland vann Česká Pojišťovna Cup.

#### Slutställning
| Lag      | Spelade | Vinster | Vinster i övertid | Förluster | Förluster i övertid | Gjorda mål | Insläppta mål | Poäng |
| -------- | ------- | ------- | ----------------- | --------- | ------------------- | ---------- | ------------- | ----- |
| Ryssland | 3       | 1       | 2                 | 0         | 0                   | 5          | 3             | 7     |
| Tjeckien | 3       | 2       | 0                 | 0         | 1                   | 14         | 10            | 6     |
| Sverige  | 3       | 1       | 0                 | 1         | 1                   | 8          | 8             | 4     |
| Finland  | 3       | 0       | 1                 | 1         | 2                   | 3          | 9             | 1     |

### Karjala Tournament
Finland vann Karjala Tournament.

#### Slutställning
| Lag      | Spelade | Vinster | Vinster i övertid | Förluster | Förluster i övertid | Gjorda mål | Insläppta mål | Poäng |
| -------- | ------- | ------- | ----------------- | --------- | ------------------- | ---------- | ------------- | ----- |
| Finland  | 3       | 3       | 0                 | 0         | 0                   | 12         | 3             | 9     |
| Tjeckien | 3       | 1       | 0                 | 1         | 1                   | 8          | 8             | 4     |
| Sverige  | 3       | 1       | 0                 | 0         | 2                   | 8          | 11            | 3     |
| Ryssland | 3       | 0       | 1                 | 0         | 2                   | 5          | 11            | 2     |

### Baltica Brewery Cup
Ryssland vann Baltica Brewery Cup.

#### Slutställning
| Lag       | Spelade | Vinster | Vinster i övertid | Förluster | Förluster i övertid | Gjorda mål | Insläppta mål | Poäng |
| --------- | ------- | ------- | ----------------- | --------- | ------------------- | ---------- | ------------- | ----- |
| Tjeckien  | 4       | 2       | 1                 | 0         | 0                   | 14         | 8             | 9     |
| Finland   | 4       | 3       | 0                 | 0         | 1                   | 10         | 5             | 9     |
| Ryssland  | 4       | 2       | 1                 | 0         | 1                   | 11         | 7             | 8     |
| Slovakien | 3       | 1       | 0                 | 0         | 3                   | 6          | 14            | 3     |
| Sverige   | 4       | 0       | 0                 | 1         | 3                   | 2          | 9             | 1     |

### Sweden Hockey Games
Ryssland vann Sweden Hockey Games.

#### Slutställning
| Lag      | Spelade | Vinster | Vinster i övertid | Förluster | Förluster i övertid | Gjorda mål | Insläppta mål | Poäng |
| -------- | ------- | ------- | ----------------- | --------- | ------------------- | ---------- | ------------- | ----- |
| Ryssland | 4       | 3       | 1                 | 0         | 0                   | 14         | 7             | 11    |
| Sverige  | 4       | 1       | 1                 | 1         | 1                   | 11         | 10            | 6     |
| Kanada   | 4       | 1       | 0                 | 2         | 1                   | 11         | 15            | 5     |
| Finland  | 4       | 0       | 2                 | 1         | 1                   | 9          | 9             | 5     |
| Tjeckien | 4       | 0       | 1                 | 1         | 2                   | 6          | 10            | 3     |

## Slutställning Euro Hockey Tour 2002/2003
| Lag      | Spelade | Vinster | Vinster i övertid | Förluster i övertid | Förluster | Gjorda mål | Insläppta mål | Poäng |
| -------- | ------- | ------- | ----------------- | ------------------- | --------- | ---------- | ------------- | ----- |
| Finland  | 12      | 5       | 3                 | 1                   | 3         | 26         | 20            | 22    |
| Ryssland | 12      | 4       | 4                 | 1                   | 3         | 28         | 26            | 21    |
| Tjeckien | 12      | 4       | 1                 | 3                   | 4         | 33         | 33            | 17    |
| Sverige  | 12      | 3       | 0                 | 3                   | 6         | 24         | 32            | 12    |

### Fotnoter
1. ↑  Jakob Sillén (9 februari 2003). ”Finland straffade Sverige”. Sportbladet. http://www.aftonbladet.se/sportbladet/article10341320.ab. Läst 20 januari 2016.
2. ↑  Stefan Albertsson (9 december 2002). ”Sju Frölundaiter uttagna till Baltica Cup”. Svenska fans. http://www.svenskafans.com/hockeyzon/92264.aspx. Läst 20 januari 2015.